# Ursula Biemann
Ursula Biemann (Zúric, 8 de setembre de 1955) És una vídeoartista suissa. Treballa com a comissària d'exposicions i professora a l'École Supérieure de Beaux Arts de Ginebra. A banda dels seus vídeos, ha publicat Been there and back to nowhere. Gender in Transnational Spaces (2000) i ha comissariat de Geography and the Politics of Mobility a la Generali Foundation de Viena (2003).

## Biografia
Va estudiar a Nova York. En els darrers anys ha realitzat un nombre considerable d'obres sobre emigració, mobilitat, tecnologia i gènere. En una sèrie de projectes de vídeo que s'han presentat internacionalment, com també en diversos llibres (Been There and Back to Nowhere, 2000; Geography and the Politics of Mobility, 2003; Stuff It - The Video Essay in the Digital Age, 2003; The Maghreb Connection, 2006), ha analitzat la dimensió del gènere en la mà d'obra emigrant, des del contraban a la frontera hispano-marroquí fins a la indústria del sexe en un món globalitzat. Insistint en el fet que la localització, més que estar predeterminada pels governs, es produeix espacialment, ha fet de l'espai i la mobilitat la seva principal categoria d'anàlisi en el projecte Geography and the Politics of Mobility (2003), que es va exposar a Viena, com també en els darrers projectes artístics d'investigació com The Black Sea Files sobre la política petrolífera a la mar Càspia, presentat al KW Institute for Contemporary Art de Berlín (2005), o Agadez Chronicle sobre la mobilitat sahariana, al Caire/CAC de Ginebra (2006-2007). Des de fa temps, l'activitat de Biemann inclou debats amb acadèmics i altres professionals. Ha treballat amb antropòlegs, teòrics de la cultura, membres d'ONG i arquitectes, com també amb experts en cultura sonora i auditiva. És investigadora del Departament de Teoria de l'Art i Disseny al HGKZ de Zuric i professora a l'ESBA de Ginebra. Dona classes en seminaris i tallers internacionals.